# Alpheopsis
Alpheopsis is een geslacht van kreeftachtigen uit de klasse van de Malacostraca (hogere kreeftachtigen).

## Soorten
- Alpheopsis aequalis Coutière, 1897
- Alpheopsis africana Holthuis, 1952
- Alpheopsis allanhancocki Wicksten, 1992
- Alpheopsis azorica Anker, d’Udekem d’Acoz & Poddoubtchenko, 2005
- Alpheopsis biunguiculata Banner, 1953
- Alpheopsis chalciope de Man, 1910
- Alpheopsis chilensis Coutière, 1897
- Alpheopsis cortesiana Wicksten & Hendrickx, 1986
- Alpheopsis diabolus Banner, 1956
- Alpheopsis equalis
- Alpheopsis equidactylus (Lockington, 1877)
- Alpheopsis garricki Yaldwyn, 1971
- Alpheopsis harperi Wicksten, 1984
- Alpheopsis idiocarpus Coutière, 1908
- Alpheopsis labis Chace, 1972
- Alpheopsis shearmii (Alcock & Anderson, 1899)
- Alpheopsis tetrarthri Banner, 1956
- Alpheopsis trigona (Rathbun, 1901)
- Alpheopsis trispinosa (Stimpson, 1860)
- Alpheopsis undicola Banner & Banner, 1973
- Alpheopsis vietnamensis Tiwari, 1964
- Alpheopsis yaldwyni Banner & Banner, 1973